# Jürg P. Rosenbusch

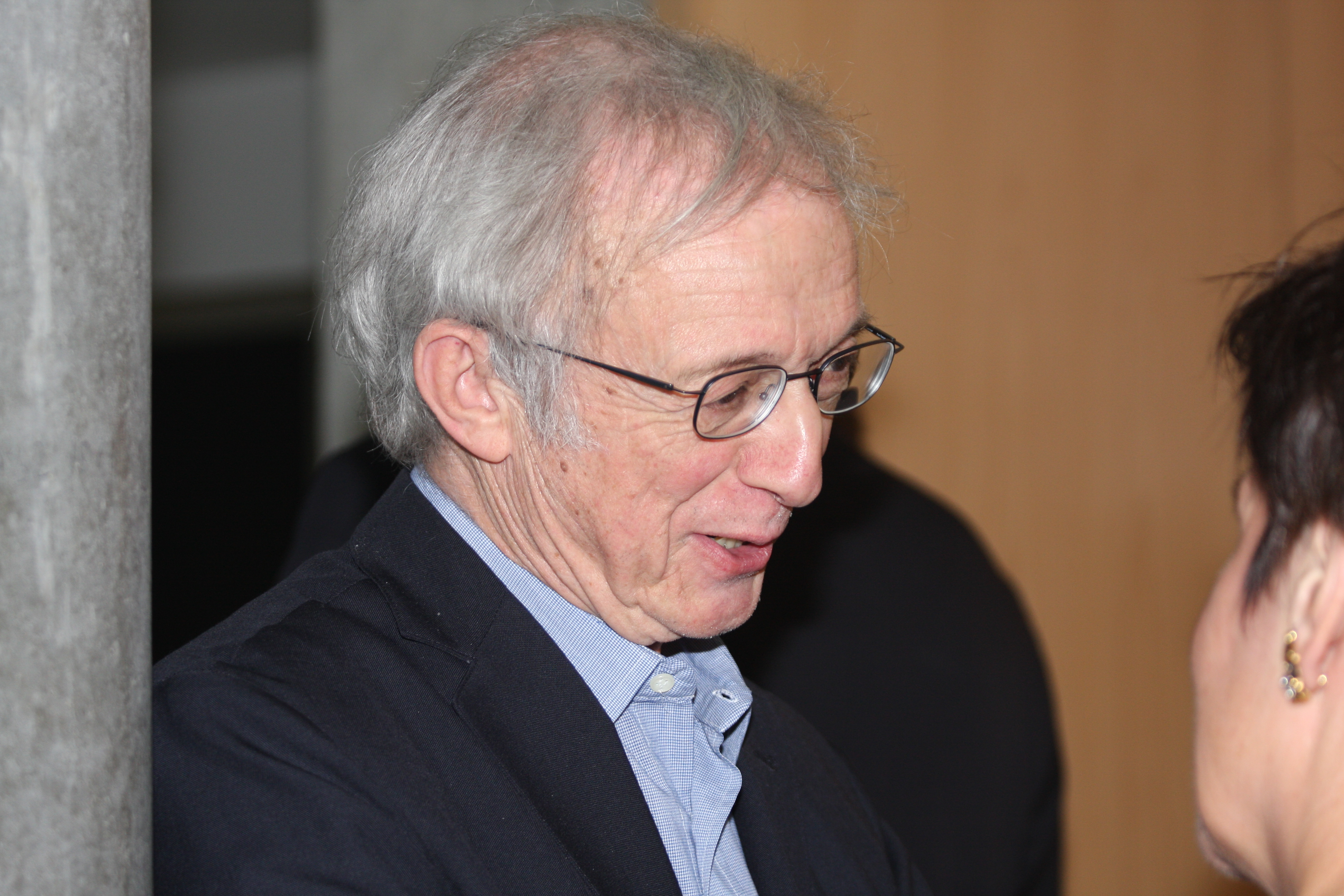
Jürg Rosenbusch (2009)

Jürg P. Rosenbusch (* 23. Mai 1938 in Zürich) ist ein Schweizer Arzt und Biochemiker.

## Leben
Jürg P. Rosenbusch ist emeritierter Professor für mikrobielle Biochemie. Er studierte Medizin an der Universität Zürich und promovierte 1963 zum Dr. med. Nach einem Postdoktorat an der Harvard Medical School in Boston studierte er Biochemie und Molekularbiologie an der Harvard University, Cambridge, und schloss 1971 mit einem PhD ab. Im Jahr 1972 wechselte er ans Biozentrum der Universität Basel. Hier forschte und lehrte Rosenbusch zunächst als Assistant- und Associate Professor, bevor er 1982 für drei Jahre als Senior Scientist und Programmkoordinator am EMBL Heidelberg tätig war. 1985 kehrte er ans Biozentrum nach Basel zurück, wo er zum ordentlichen Professor ernannt wurde. Im Jahr 1998 wurde Rosenbusch emeritiert. Seither beschäftigt er sich mit literarischen Projekten zur englischen Renaissance.

## Wirken
Jürg P. Rosenbusch untersuchte die Struktur-Funktionsbeziehung von mikrobiellen Membranproteinen. Dank hoch geordneter Kristalle gelang es ihm, mit seiner Gruppe die Struktur und die Funktionsweise membranständiger kanalbildender Proteine (Porine), sowie von Rezeptoren (Siderophor- und weiteren Rezeptorproteinen der äusseren Membran) auf atomarer Ebene aufzuklären. Ein neu entwickeltes Konzept für die Kristallisation von Membranproteinen (lipidic cubic phases) erlaubte die Strukturanalyse von labilen Proteinen, z. B. einer lichtgetriebenen Protonenpumpe (Bakteriorhodopsin) sowie dessen Anwendung auf Myelinproteine und Transportproteine (Multidrug-Resistenz).

## Auszeichnungen
- 1975 Friedrich Miescher Award in Biochemistry[3]
- 1982 gewähltes Mitglied der European Molecular Biology Organization (EMBO)[4]

## Publikationen (Auswahl)
- E. Pebay-Peyroula, G. Rummel, J. P. Rosenbusch, E. M. Landau: X-ray structure of bacteriorhodopsin at 2.5 angstroms from microcrystals grown in lipidic cubic phases. In: Science. Band 277, Nr. 5332, 1997, S. 1676–1681. PMID 9287223
- S. W. Cowan, T. Schirmer, G. Rummel, M. Steiert, R. Ghosh, R. A. Pauptit, J. N. Jansonius, J. P. Rosenbusch: Crystal structures explain functional properties of two E. coli  porins. In: Nature. Band 358, 1992, S. 727–733. PMID 1380671
- A. Engel, A. Massalski, H. Schindler, D. L. Dorset, J. P. Rosenbusch: Porin channel triplets merge into single outlets in Escherichia coli  outer membranes. In: Nature. Band 317, 1985, S. 643–645. PMID 2997617
- H. Schindler, J. P. Rosenbusch: Matrix protein from Escherichia coli outer membranes form voltage-controlled channels in lipid bilayers. In: Proc. Natl. Acad. Sci. USA. Band 75, 1978, S. 3751–3755. PMID 358202
- G. R. Jacobson, J. P. Rosenbusch: Abundance and membrane association of elongation factor Tu in E. coli. In: Nature. Band 261, 1976, S. 23–26. PMID 775340